# Меркур'єв Валентин Михайлович
Меркур'єв Валентин Михайлович (нар. 14 жовтня 1937 пом. 10 травня 2016) — український письменник, поет, журналіст. Член Національної спілки письменників України, член Міжнародного співтовариства письменницьких спілок, лауреат літературних премій імені Б. Л. Горбатова, імені М. Чернявського.

## Біографія, творчий доробок
Валентин Михайлович Меркур'єв народився 14 жовтня 1937 року в селі Янди Усть — Удинського району Іркутської області. В воєнні роки залишився без батьків. Виховання проходило в Усть-Удинському дитячому будинку, з якого його у 1949 році було направлено в Абаканське ремеслене училище. Навчався на формувальника-літейщика та електрозварника. Закінчив Літературний інститут ім. Горького у Москві.
Приїхав до України у 60-ті роки. Перші твори було надруковано у місцевих газетах, став потрапляти до поетичних збірників. Крім поезії відмітився як прозаїк, публицист, перекладач. Автор книг: «Голос сердца», «Рассвет в дороге», «Плечо друга», «Зелёный замок», «Иду к тебе», «Письмо из бессмертия», «В царстве Купона Первого», «Борис — Цыганочка», «Дорогами судьбы», збірка пісень «В минуты радости и грусти». Один з авторів книги «Наш город Первомайск».